# Domaine archéologique de Mané-Véchen
La villa gallo-romaine de Mané-Véchen est un site archéologique se situant à Plouhinec en Bretagne dans le Morbihan. Il domine sur un éperon rocheux de sa rive droite l'estuaire maritime de la rivière d'Étel.
Le site archéologique fait l’objet d’un classement au titre des monuments historiques depuis le 12 mai 2010.

## Site et situation
Ce site stratégique (militairement et commercialement) fut déjà occupé dès la période néolithique, comme en témoignent les nombreux mégalithes.
Durant la période gauloise, un important oppidum de l'âge du fer du nom de "Veneto" (capitale de la cité des Vénètes) est établi sur un promontoire voisin au lieu-dit actuel de "Vieux Passage", aujourd'hui repère des peintres d’Hennebont. Mais ce n'est qu'à partir du IIe siècle que ce site est convoité par les Romains (au IIIe siècle légion de Vincodunum, notamment). Ils s'y installent durant deux siècles, jusqu'à ce que leurs installations soient ruinées et incendiées par les invasions barbares et bretonnes des IVe siècle et Ve siècles. Cette zone est très perturbée à l'époque en raison de la densité d'occupation des peuples celtes (proximité des alignements mégalithiques de Carnac). Seules les réformes julio-claudiennes finiront par désenchanter les occupants.
Les vestiges de la villa constituent un important établissement romain, un des rares monuments antiques visitables en Bretagne. Les ruines constituent un parc archéologique vivant, ou chacun peut (durant l'été) aller à la rencontre des archéologues, qui font aussi office de guides. Le mobilier (vases, monnaies, armes, fibules, sculptures) est présenté tous les ans lors des journées européennes du patrimoine.

## Domaine archéologique de Mané-Véchen

### Le contexte antique

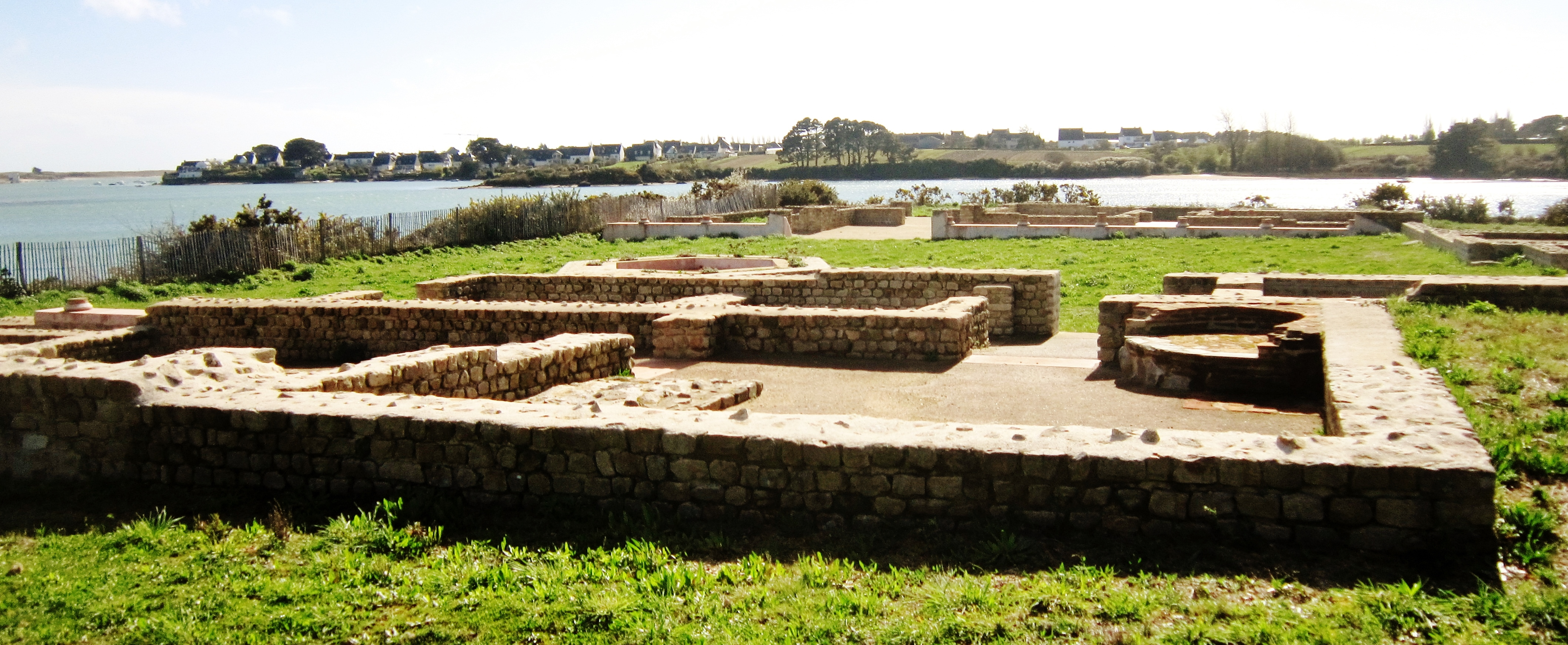
Le site archéologique de Mané-Vechen (rive droite de la Rivière d'Étel) 1.

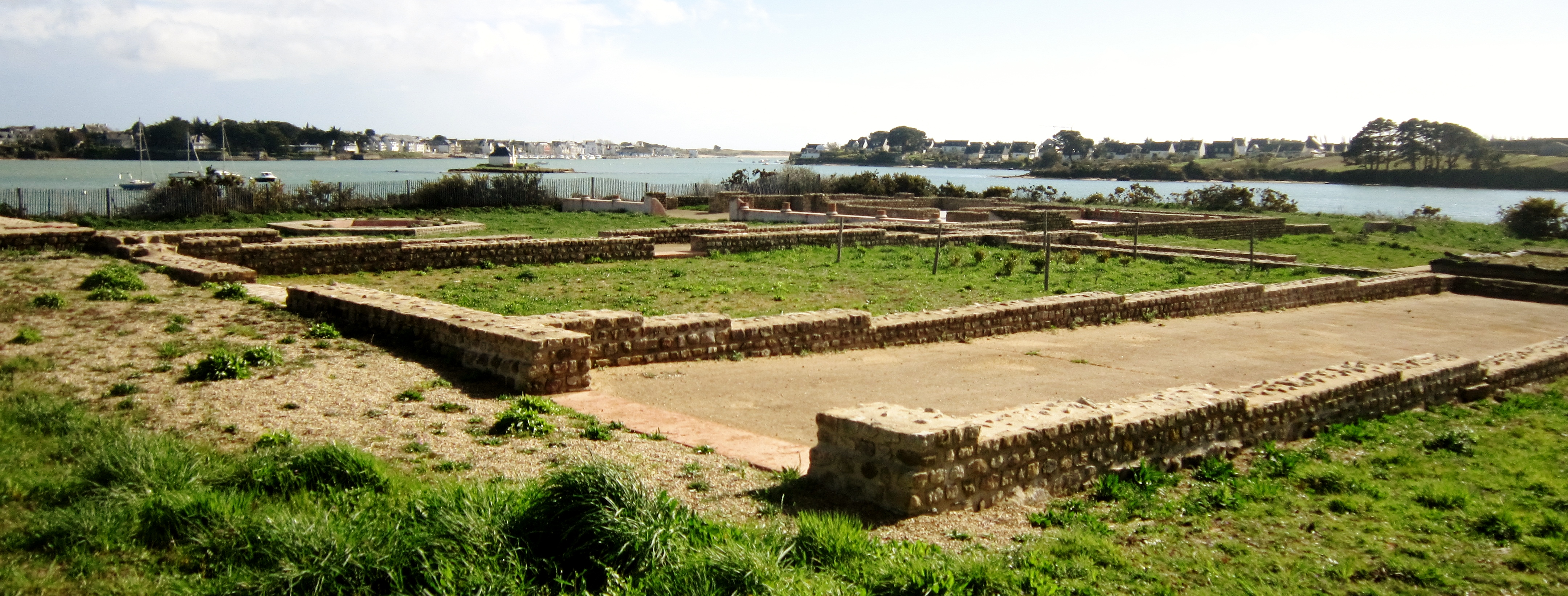
Le site archéologique de Mané-Vechen (rive droite de la Rivière d'Étel) 2.

La région de Plouhinec est peu peuplée à l'époque romaine. On se situe alors aux marges de l'empire, là où l'effort de civilisation des peuples barbares est réduit. Seule la proximité avec les îles Britanniques et leurs gisements de plomb incitent les Romains à s'y établir. Le manque de points culminants prive les légions de sécurité. La puissance vénète (peuple gaulois de la région de Vannes) vient d'être écrasée par la flotte de Jules César au cours d'une bataille navale en 56 av. J.-C. (Guerre des Vénètes). On ignore où se situe l'emplacement exact de cette bataille, mais les historiens pensent qu'elle a eu lieu dans le golfe du Morbihan ou dans la baie de Quiberon, en raison des îles décrites dans la Guerre des Gaules (liv. III). Des pêcheurs ont trouvé des indices intéressants entre Er Runio et Le Grand Veizit. Après cette victoire, la flotte cherche une base stratégique dans les environs afin d'y passer l'hiver et de réparer les navires. 
Des villes sont fondées : Nostang (thermes, maisons), Carnac (thermes de Légenèse, villas au Bosséno), Locmariaquer (temple, forum, théâtre) et Vannes (Darioritum : capitale avec forum, cirque, thermes, port...). Cette dernière est choisie pour y recevoir les vétérans de Claude, vainqueurs de la Mauritanie. Après deux siècles d'occupation, la région de Vannes est bien romanisée. Les occupants en profitent pour installer leur flotte un peu plus loin (rade de Lorient, rivière d'Étel...). C'est ainsi que des établissements comme Mané Véchen sont fondés.

### Une villa gallo-romaine ou un siège d'activité économique
La villa gallo-romaine, ou un palais maritime, voire le siège d'une société d'exploitation des ressources littorales de Mané-Véchen fut occupée de la fin du IIe siècle au début du IVe siècle seulement.

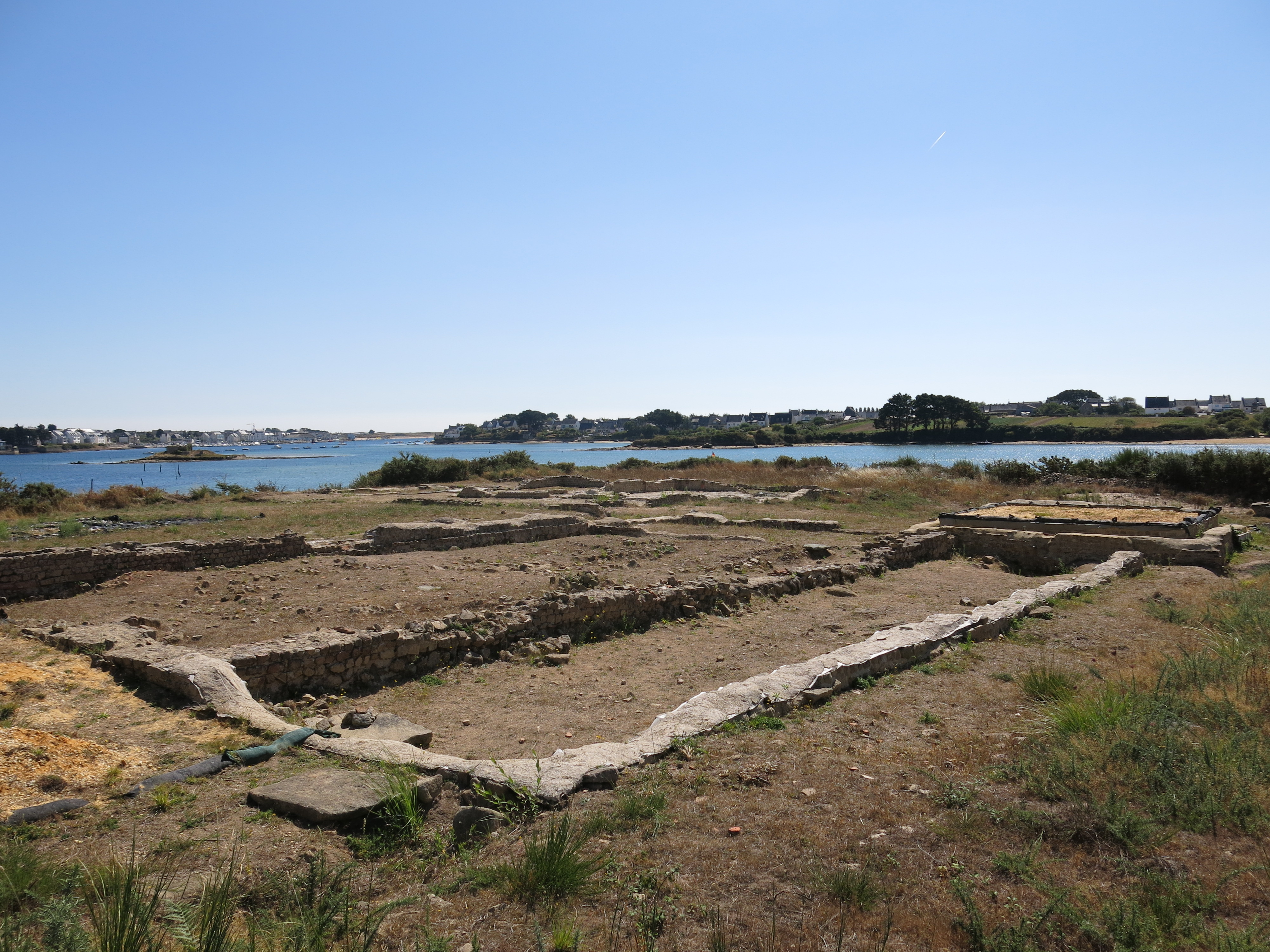
Mané-Vechen : vue partielle du site.
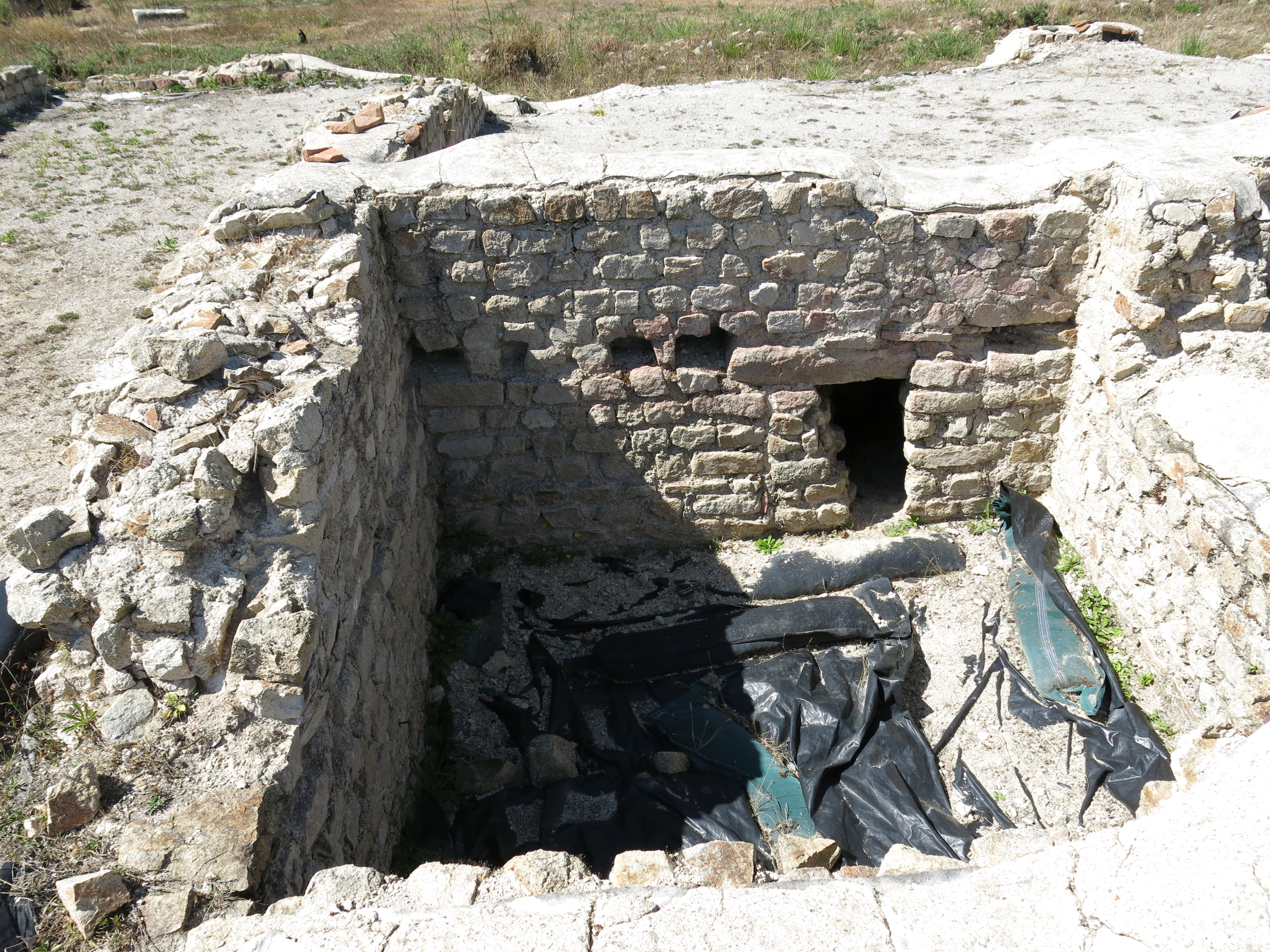
Mané-Vechen : système de canalisation pour le chauffage (hypocauste).
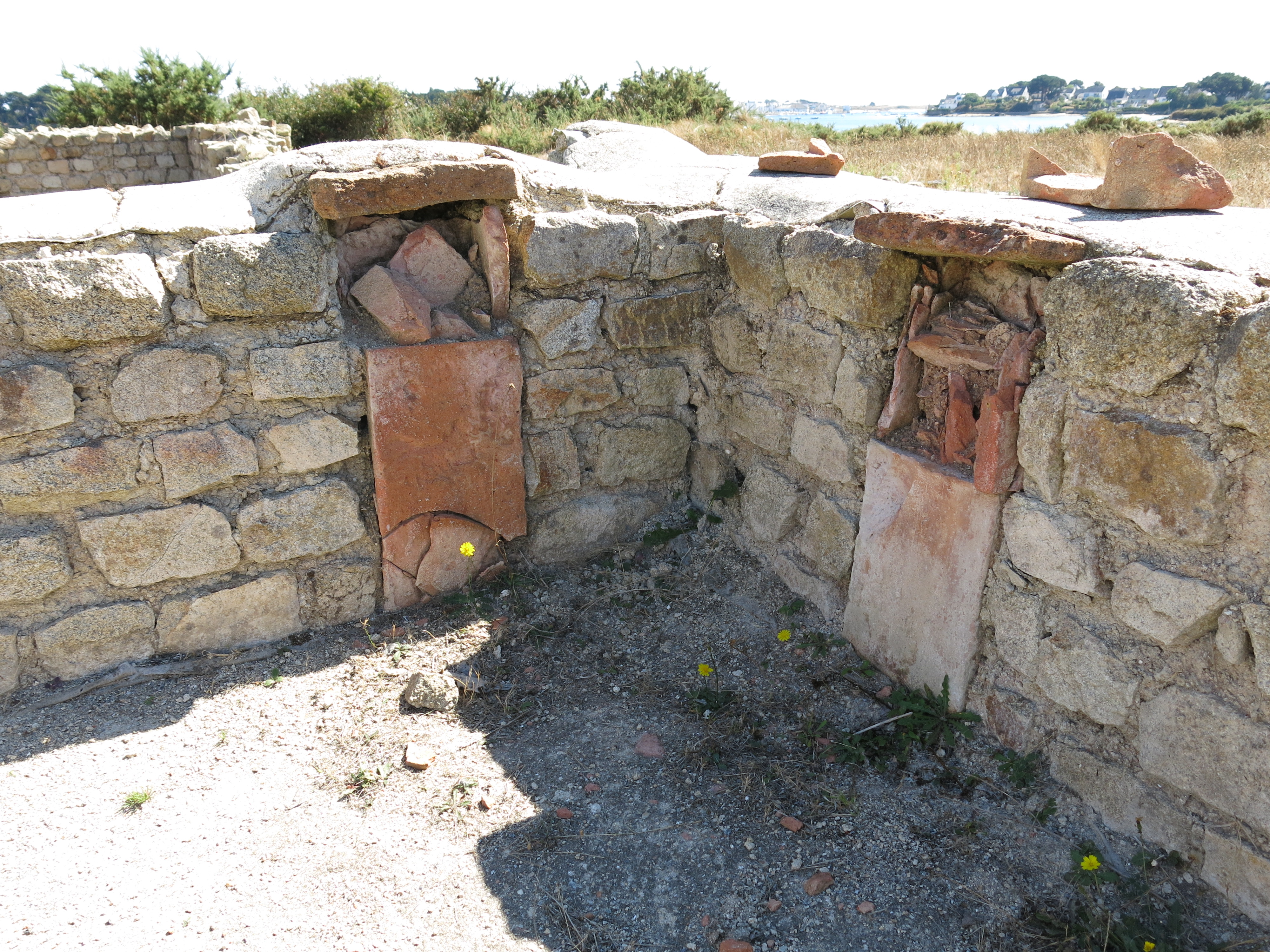
Mané-Vechen : tubuli de l'hypocauste (système de canalisation pour le chauffage).
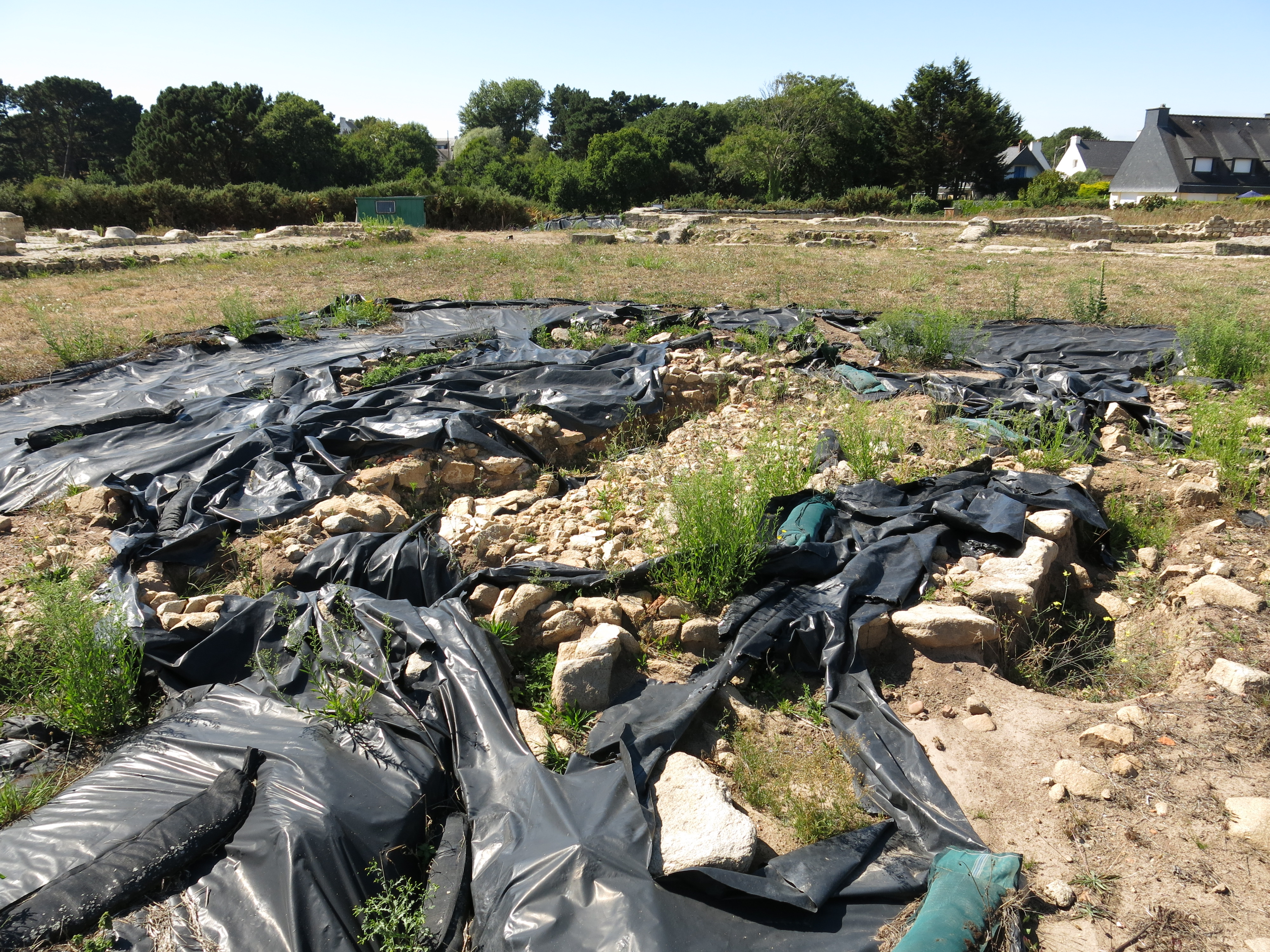
Mané-Vechen : impluvium octogonal.
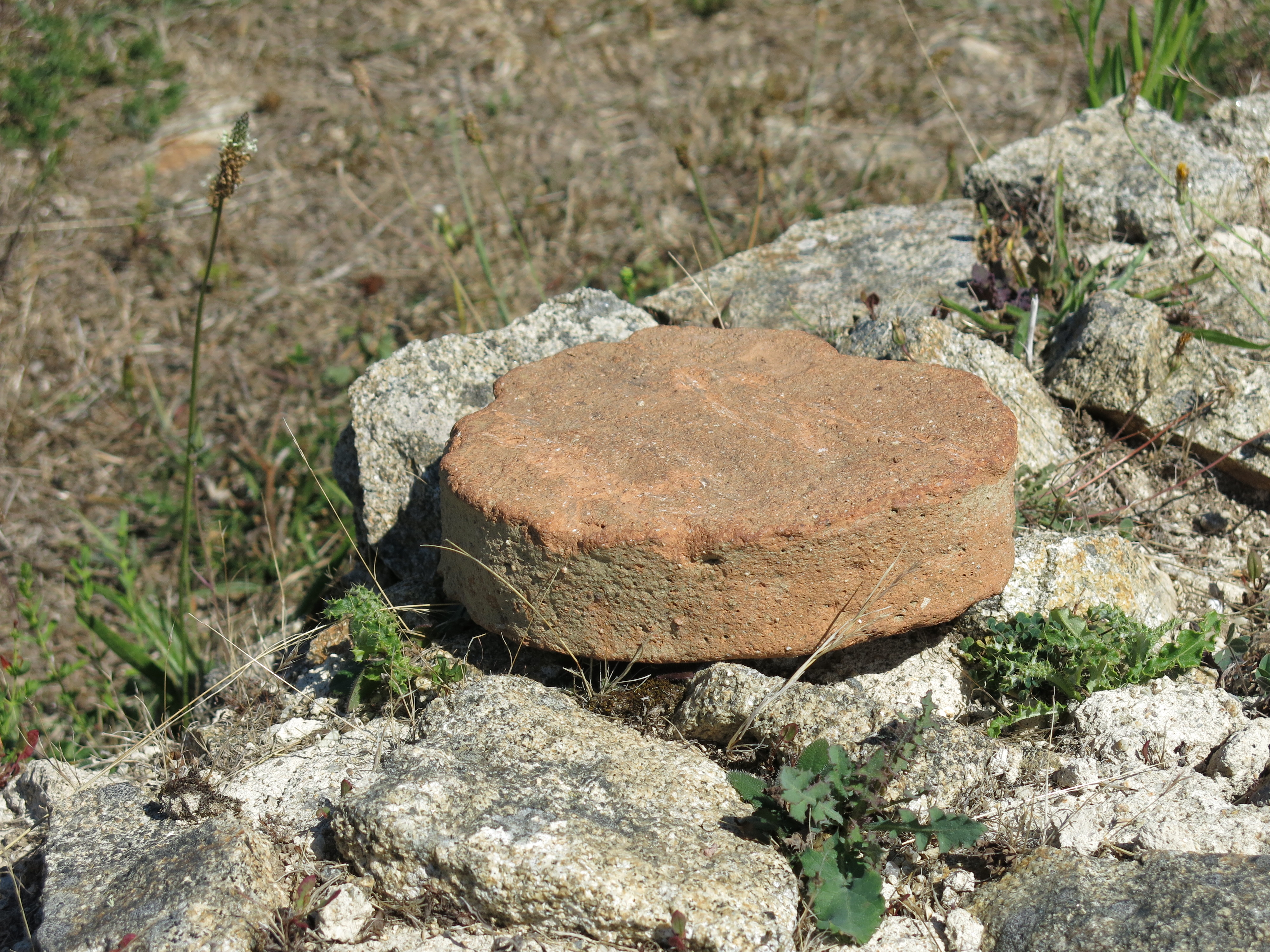
Mané-Vechen : pierre ronde.
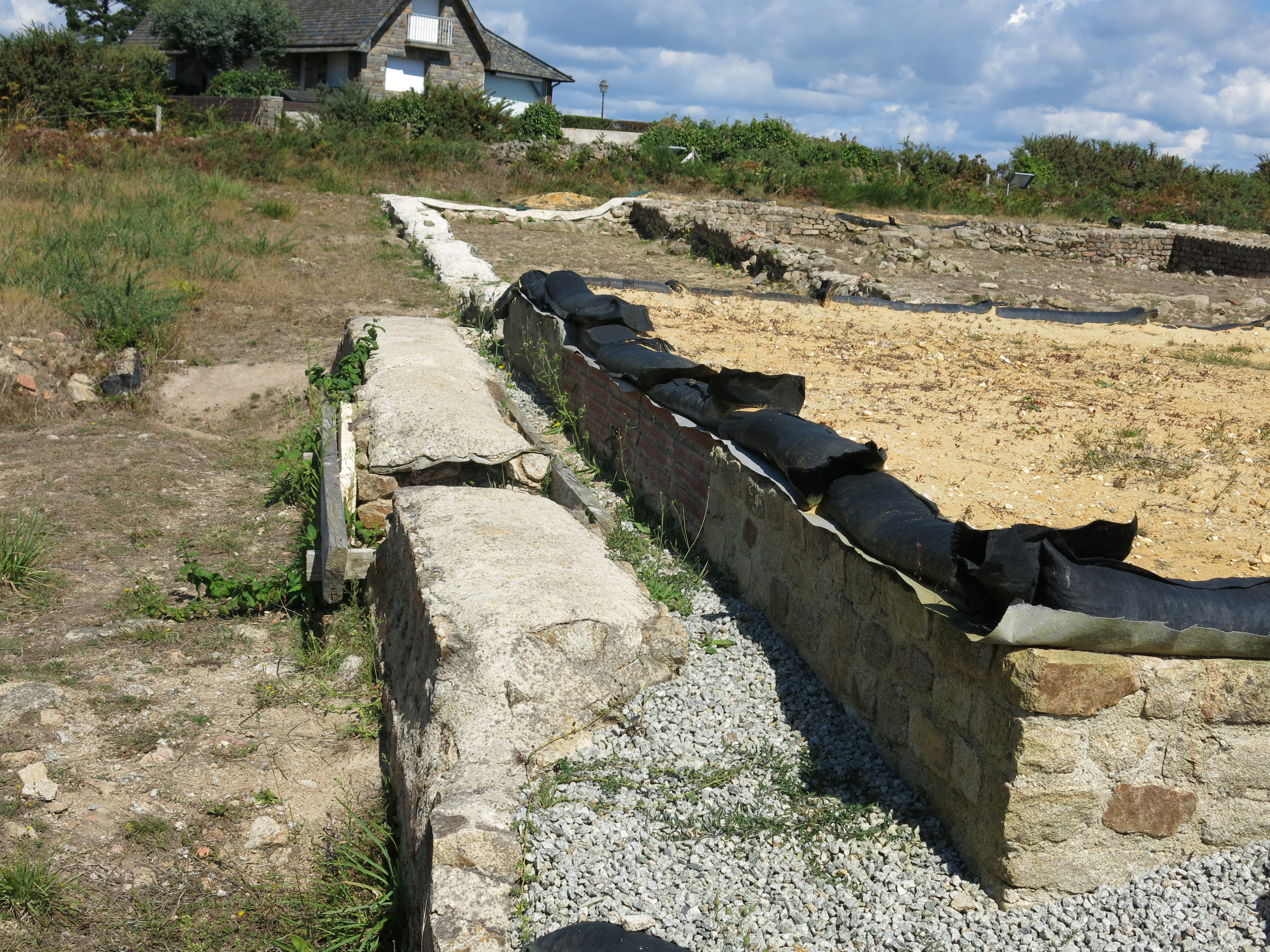
Mané-Vechen : ancien silo.

Pendant longtemps, depuis les fouilles de 1970 et jusqu'en 2006, les archéologues nous présentaient une villa, telle qu'on en rencontre dans les campagnes romaines. Ils n'avaient pas encore réfléchi au rôle de la villa qui est de produire des céréales pour Rome, mais la configuration actuelle des lieux ne laisse pas place aux activités agricoles. Ils expliquaient ses particularités par son caractère maritime. Depuis 2006, les archéologues et la presse locale ont fait part de leur étonnement croissant. Au fur et à mesure que la fouille avance, on découvre de nouveaux éléments. Le nom du propriétaire est aujourd'hui connu par une inscription conservée au musée de Bretagne. Il s'agit d'un riche romain qui contrôlait les activités maritimes de la Bretagne ; c'était donc en quelque sorte un centre décisionnel, un ensemble de bâtiments, vastes de 1 200 m2, formé de trois ailes en "U", d'un jardin clos et d'une cour centrale de 27 m sur 32 m bordant le littoral, où les chefs discutaient stratégies commerciales et militaires.

« Le plan s'apparente à celui d'une villa. Trois ailes de bâtiment entourant une cour rectangulaire ornée en son centre d'un bassin hexagonal. L'hypothèse d'une quatrième galerie fermant la cour en façade maritime est plausible. (...) Des aménagements tout à fait exceptionnels ont été retrouvés : un jardin intérieur, planté de massifs d'arbustes ou de fleurs, est orné d'une pergola ou d'une volière ; une bibliothèque ou salle d'archives, pourvue d'armoires murales pour les manuscrits, ouvre sur une salle chauffée par le sol meublée de trois banquettes. Deux pièces, disposées de part et d'autre du vestibule ouvrant sur le jardin, sont dotées d'exèdres voûtées richement ornées de peintures. L'une figure un buste de Vénus entouré de deux Amours. Un portique de l'aile nord est orné de rubans entrelacés et d'une frise de pintades. Les vastes salles de réception de l'aile sud, chauffées parle sol, étaient ornées de stucs figurant des animaux et des personnages représentés grandeur nature, dans des scènes mythologiques encadrées par des architectures. »

La grande cour présente la particularité de ne comporter aucun élément d'agrément hormis un impluvium de forme hexagonale. Les nombreuses traces de trous et de tranchées évoquent des activités de campement, plutôt qu'un agréable jardin ombragé et agrémenté de fontaines et de fleurs, tel que l'on peut en voir à Pompéi ou à Herculanum.
Un sous-sol a servi de lieu de frappe de monnaie après 274; un trésor de 21 000 monnaies, des deniers antonins, sévériens et antoniniens, a été trouvé dans un vase qui se trouvait dans un patio situé à proximité. Les fondations d'une tour carrée de 7,20 m de côté, ont été aussi retrouvées, peut-être s'agissait-il d'un fanal pour surveiller et guider les navires, ou d'un silo.
Ce domaine, habité par un puissant personnage pétri de culture gréco-romaine, est victime d'un incendie vers 276-282, mais fut à nouveau habité par la suite, les nouveaux habitants se livrant pendant une génération seulement à des activités d'élevage et de boucherie (on y a retrouvé des pinces de forgerons ainsi que les traces d'activités de boucherie à grande échelle : os de bœufs, moutons, porcs, potences, couteaux; des activités militaires : armes et fibules de guerriers; des loisirs : pions de jeu, osselets...), avant de rapidement tomber en ruines ; le site est abandonné définitivement vers 320.

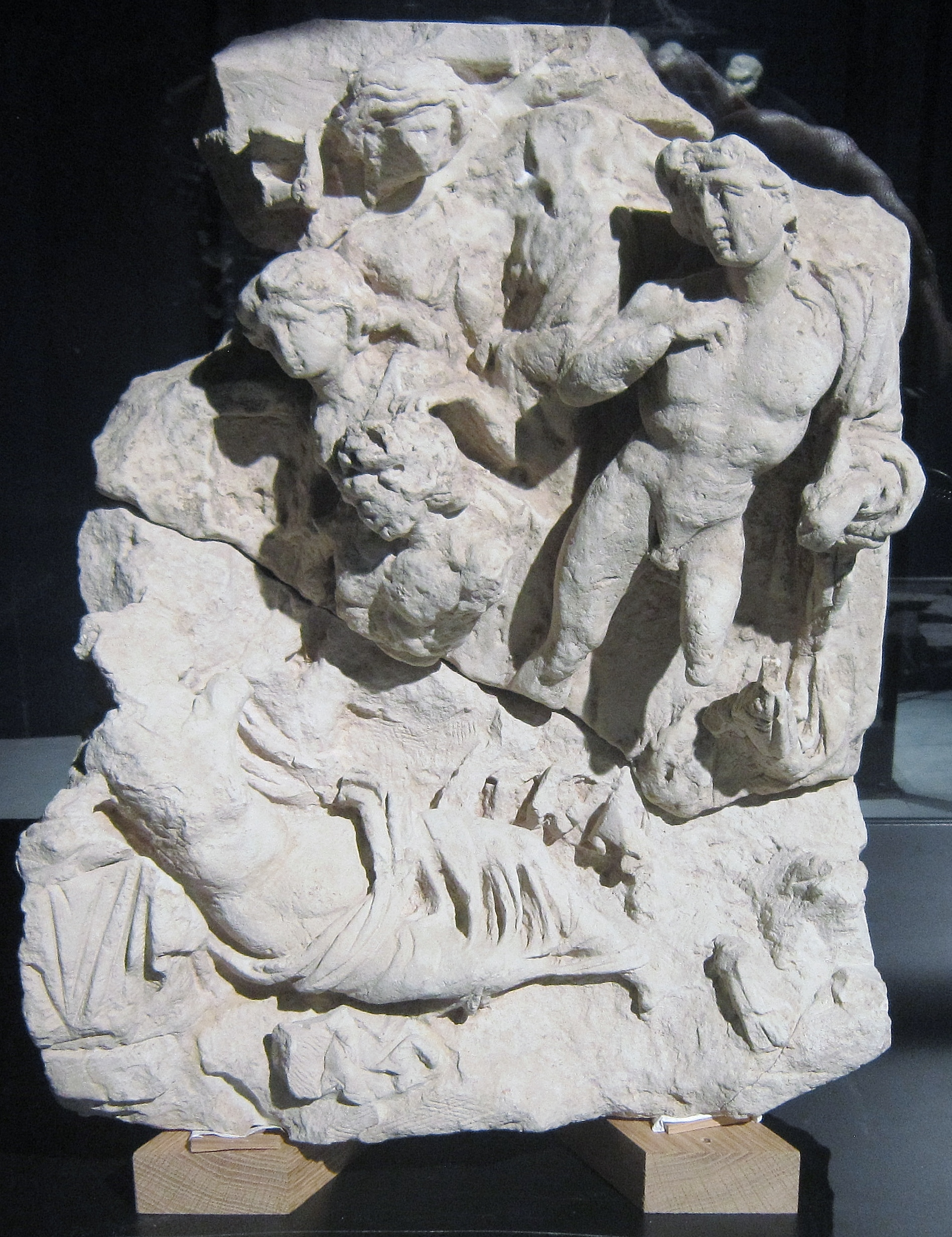
Mané-Vechen : haut-relief dionysiaque : tuffeau sculpté représentant Ariane à Naxos découverte par Dionysos accompagné de sa suite (IIIe siècle après J.-C.).
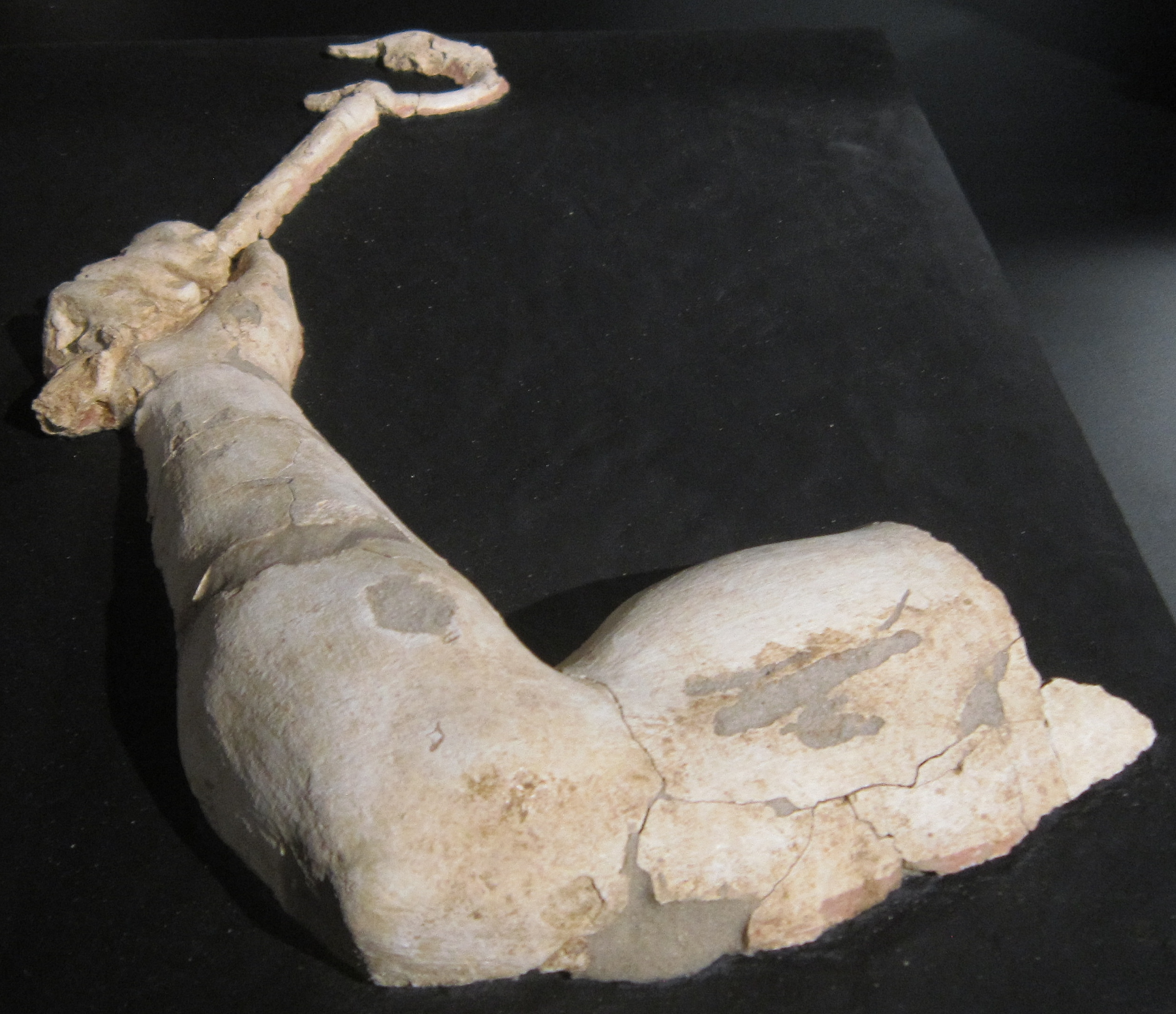
Mané-Vechen : bras d'une statue d'Hermès.
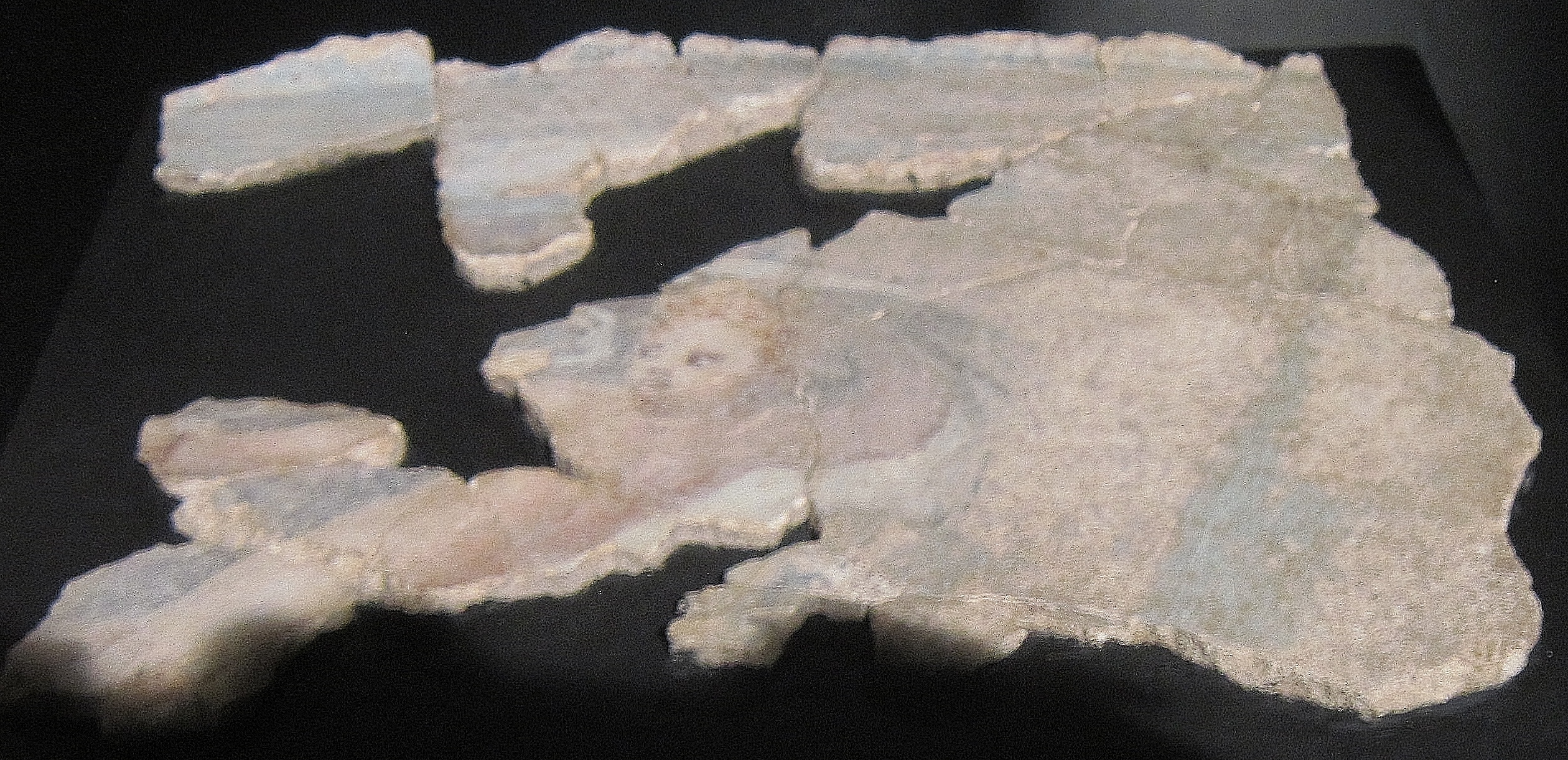
Mané-Vechen : fragment d'enduit peint.
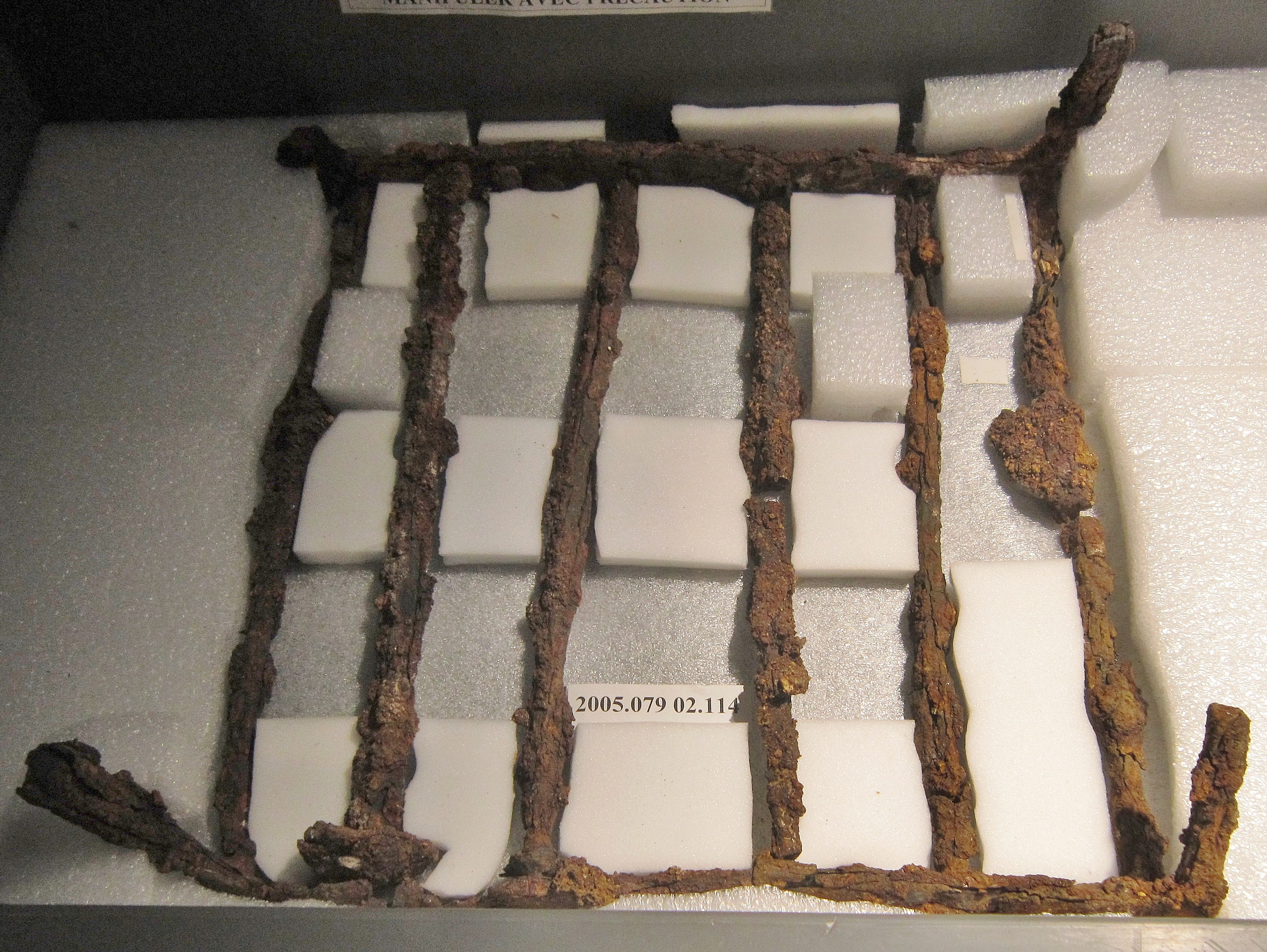
Mané-Vechen : grill en métal ferreux.
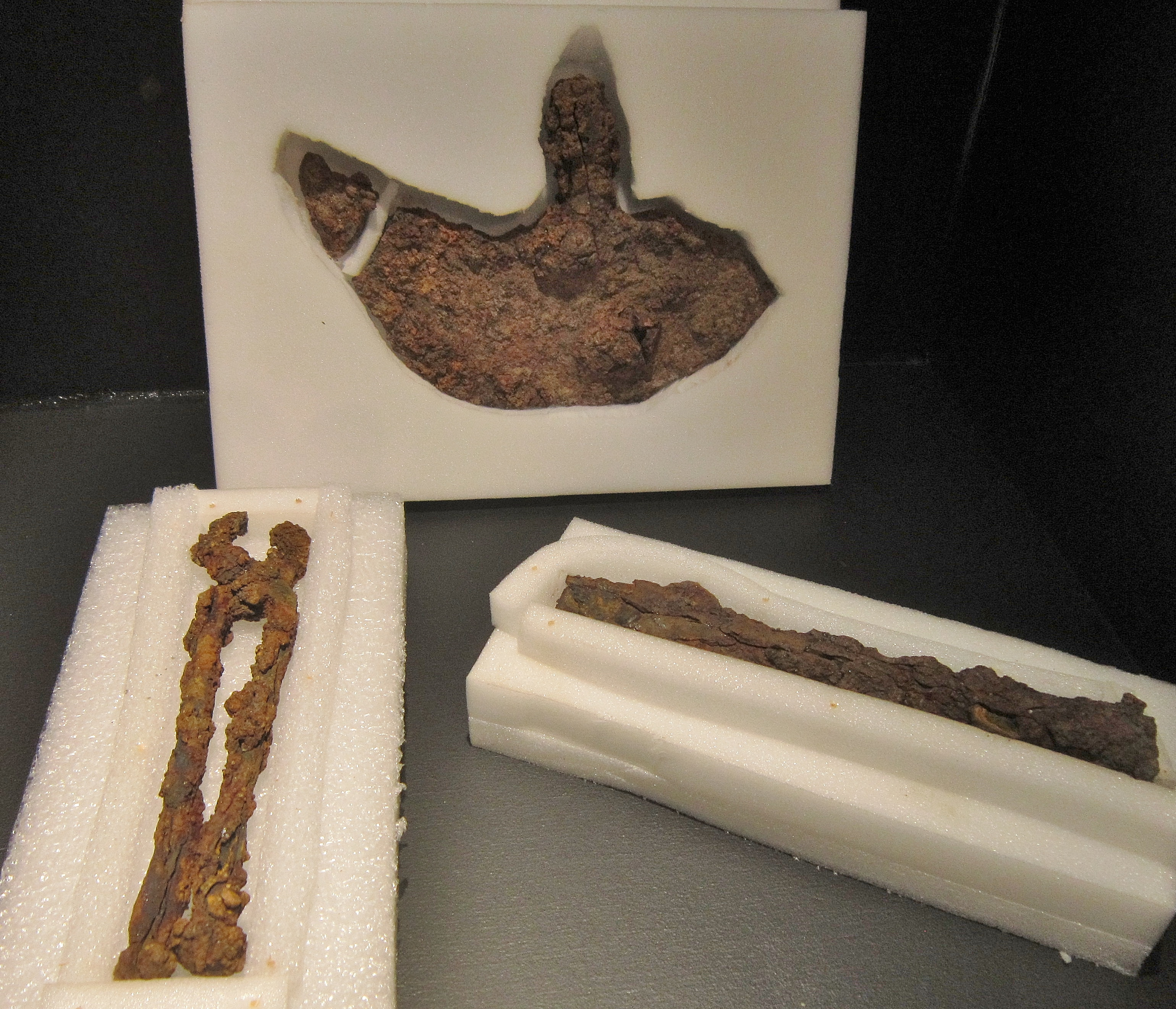
Mané-Vechen : ustensiles divers (couperet à soie, tenailles, fer de lance).

## Visites
Le site de Mané-Véchen est visitable depuis 2007.